# Trigonocnemis hauseri
Trigonocnemis hauseri är en skalbaggsart som beskrevs av Ernst Gustav Kraatz 1894. Trigonocnemis hauseri ingår i släktet Trigonocnemis och familjen Rutelidae. Inga underarter finns listade i Catalogue of Life.